# ژرمین گولدینگ
 ژرمین گولدینگ (فرانسوی: Germaine Golding‎؛ زادهٔ ۱۸۸۷) یک تنیس‌باز اهل فرانسه است.